# IVDR

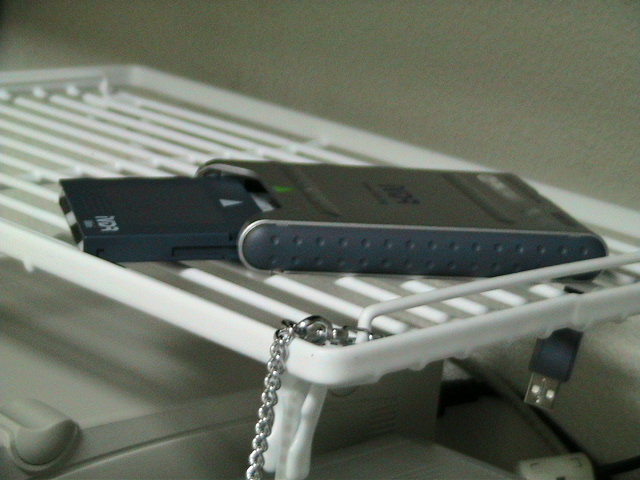
iVDRメディア（左）とアダプタ（右）

iVDR（アイブイディーアール）は、Information Versatile Disk for Removable usageの略であり、一般社団法人iVDRコンソーシアムによって策定されているリムーバブルハードディスクの一種。2009年10月25日、ISO/IEC にて iVDR (Standard) が国際標準規格として承認された。
2019年3月31日時点で販売は終了している。

## 概要
「リムーバブルハードディスク」の名の通りカートリッジにはHDDがまるまる一台内蔵されている。
読んで字のごとく、コンピュータのみならず、ビデオレコーダやオーディオ機器、カーナビなど、あらゆる情報機器でのデータ共有を実現することを目指している。現在は世界に先駆けて商品化したアイ・オー・データ機器よりUSBを用いたパソコン接続用アダプターとiVDRメディアが、また日立よりiVDR対応薄型テレビ「Wooo」やデジタルチューナーが発売されている（かつての子会社だった日立マクセル（現・マクセルホールディングス）がそれに合わせiVDRメディアの製造販売に参入している）。マクセルのiVDRには「iV（アイヴィ）」という愛称が、アイ・オー・データ機器のiVDRには「REC-iN（レック・イン）」という愛称が、それぞれ付けられている。
今後、カートリッジ当たりの記録容量を1.5TBに増やした製品の発売や、HDDに代わりSSDを内蔵することが検討されている。

## 規格
iVDRメディアの規格。
- iVDR EX（旧称iVDR Xtreme） - 80×127×18mm（幅×奥行×高さ）iVDR の上位規格、3プラッタの2.5インチHDDを使用。
- iVDR - 80×110×12.7mm　2.5インチHDDを使用
- iVDR mini - 80×67×10mm　1.8インチHDDを使用

iVDR EXは規格を表し、それに対応したメディアをiVDR-EXと称する。
iVDR向け著作権保護機能であるSAFIA（サファイア、Security Architecture For Intelligent Attachment device）に対応したiVDR-S (iVDR-Secure) メディアがあり、デジタル放送などを録画する為にはiVDR-Sが必要となる。
このほか、SAFIAに対応し、カートリッジに入っていない規格 (iVDR-Secure Built-in) も存在する。日立の録画機能付テレビにおける「内蔵HDD」として使用されている。
iVDRとiVDR miniはコネクタが共通化されているが、microについてはその薄さから共通化されていない。なお、規格が誕生した当初はパラレルATA方式のインターフェイスが用いられていたが、2003年にシリアルATA 26ピンインターフェイスのiVDRが発表され、以後は置き換わっている。パラレルATA方式を用いた規格は「iVDR parallel」と呼ばれている。
ATAに加え、USBに対応したiVDRメディアは「iVDR-i/O（アイ・オー）」と呼ばれる。
iVDR-EXは現状、放送業務における、ファイルベースのノンリニア編集向けメディアとして利用されている。USBモードに切り替えられる放送用あるいは業務用ビデオカメラで記録したハイビジョン映像を、USB アダプターを介してケーブル接続したiVDR-EXに転送（コピー・ダビング）し、アダプターごとコンピューターに繋ぎ変え、そこで編集作業を行ったり、あるいは全く手を付けずにオリジナル記録映像のバックアップ・アーカイブとして、カートリッジ単位で放送局のライブラリーに蓄積したりするのである。今後は、iVDR-EXメディアに対して直接、リアルタイム記録のできる業務用カメラ製品の登場が期待される。

## 利点
- HDDがまるまる一台入っているため、
  - DVDやBlu-ray Discと比べて大容量である。
  - 読み書きが高速である（500GBモデルの転送レートは最大875Mbps。1TBモデルでは高速化が図られ、1Gbpsに迫る転送レートを確保。これはBDの24倍速に匹敵する）。
- 機器メーカーを問わず使用したり、保存したデータを再生したりできる。
- 3.5インチHDDを使用する機器と比べて、小型で軽量、省電力で耐衝撃性にも優れ、動作時の騒音も小さい。
- iVDR (Standard) については国際標準規格に認定され (ISO/IEC 29171)、全世界的に機器互換性が保たれている。

## 課題
- iVDR対応製品を発売するメーカーがまだ少ない。登場以来、大きな話題を呼ばず、普及の兆しが見えない。
- 一般的な2.5インチHDDと比べて少々高価である上、市販の3.5インチHDDと比べると容量の面で劣る。
- そもそもがHDDのため、設計時の想定を超えるような非常に強い衝撃が加わった際、カートリッジ内のHDD円板（ガラス製）が粉砕する等の致命的な結果に至る可能性を否定できない。一般的なポータブルHDDと同様に、圧迫する・落とす・ぶつける等の雑な取扱いをしないことが肝要で、この点はポータブルHDDと同じく、SSDなどのフラッシュメモリーと比べて劣っている。

## 経緯
- 2002年（平成14年）3月5日 - キヤノン、富士通、日立製作所、フェニックス テクノロジーズ、パイオニア、三洋電機、シャープ、日本ビクター（現・JVCケンウッド）の8社が「iVDRハードディスクドライブ・コンソーシアム」を設立。
- 2007年（平成19年）4月20日 - 日立製作所が「iVポケット」を搭載した薄型テレビ5機種をはじめ「Wooo」シリーズを発売。
- 2009年（平成21年）
  - 5月 - 「iVDRコンソーシアム」に名称変更。
  - 7月8日 - 三洋電機がiVDR対応デジタルチューナーIVR-S100Mを発売。
  - 8月19日 - 初のソフトウェア商品として「オーパス・アルテ ハイビジョンオペラ プレミアムセレクションVol.1」(CC-IV001) 発売[6]。
  - 10月25日 - ISO/IEC ジョイント技術委員会においてiVDRカートリッジ規格を国際標準規格として承認（2.5インチサイズのみ）。これは「ISO/IEC 29171」として発行されている[7]。
- 2011年（平成23年）
  - 4月12日 - 日立グローバルストレージテクノロジーズ（現・HGST）が、カートリッジHDDとアダプタ同梱製品「iS500AD」及びカートリッジHDD「iS500」単品について、同年4月後半からの販売開始を予定していると発表。
  - 6月8日 - 三菱化学メディア傘下のフリーコム・テクノロジーズが「Verbatim iVDR-S 500GB HDD」を販売開始。
  - 9月29日 - 日立製作所が、iVDR-Sアダプター経由でiVDR-Sにハイビジョン長時間録画が可能な液晶テレビ「S08シリーズ（L46-S08）」（iVポケット非搭載）、同「V09シリーズ」（32V/37V/42V/47V型、iVポケット非搭載）を発表。
- 2012年（平成24年）
  - 5月30日 - HGSTが、iVDR規格に準拠した記憶容量1TBの新製品「iS1000」（iVDR-S）、同「iP1000」（iVDR Non-Secure）を発表。また「iP1000」が1台付属するUSB対応アダプターをあわせて発表。
  - 5月31日 - アイ・オー・データ機器が新iVDRプレーヤーとコンテンツ販売への参入を発表[8]。
  - 7月上旬 - 初の日本国内アーティストによる音楽ライブ映像作品として「桃井はるこ「しょうわ」歌謡ショー」(IVC-0001) 発売[9][10][11]。
  - 7月19日 - 日立製作所が「iVポケット」搭載液晶テレビ「GP1シリーズ」（42V/47V/55V型）を同年9月下旬より発売すると発表[12]。
- 2018年（平成30年）6月20日 - マクセルがiVの製造終了を発表、在庫が無くなり次第販売も終了する[13]。 理由は、HGSTブランドのHDD製品を随時ウェスタン・デジタルブランドに移管していくこととなり、HGSTブランドが消滅する事となったため。iVDR-Sの中身はHGSTのHDDが使用されている。
- 2019年（平成31年）4月 - iVDRコンソーシアム解散。

## 主な製品
- iVDR メディア（著作権保護機能“SAFIA”に非対応[14]。iVDR 応用機器における放送録画用途には後述の「iVDR-S メディア」を使用のこと）
  - IVシリーズ -- 生産終了品。後継品はこちらRHDM シリーズ(REC-iN)を参照のこと。
  - iP1000シリーズ -- 容量 1TB のカートリッジ単品「iP1000」
- iVDR-Sメディア（著作権保護機能“SAFIA”に対応。iVDR 応用機器におけるデジタルテレビ放送の録画に使用できる）
  - iV（アイヴィ）120/250GB -- 生産終了品
  - iV（アイヴィ）160/320GB -- 160GB品は生産終了
  - iV（アイヴィ）500GB
  - iVDR-S80/160 -- 生産終了品
  - IVSシリーズ -- 生産終了品[15]後継品は下記RMSシリーズ(REC-iN)。
  - iVDR-S HDD 500GB/1TB -- フリーコム・テクノロジーズ製（ブランド名はVerbatim/バーベイタム）のiVDR-S。筐体はアルミ製でハードケースも付属する。
  - RMSシリーズ(REC-iN) -- IVSシリーズの後継品、2012年3月出荷開始。なお500GB品は生産終了（2014年12月6日現在）
  - iS500/iS1000 -- HGSTジャパン製のiVDR-S。防湿剤とともに帯電防止バッグに入った状態で商品パッケージに収められている。ハードケース付属。なおiS500は生産終了[16]、iS1000も生産終了し、流通在庫限り（2015年1月8日現在）。
  - iV（アイヴィ）1TB
  - iV（アイヴィ）カラーシリーズ 500GB/1TB -- 既発売のiV（アイヴィ）の筐体カラー変更版。全5色展開で、3色ミックスパックも用意される。
- 映像ソフト入りiVDRメディア
  - クリエイティヴ・コア（コロムビアミュージックエンタテインメントの子会社。旧：TDKコア）やアイ・オー・データが参入している[17][18]。Blu-ray Discとは異なり少数生産を前提としたもの。
- ハイビジョンテレビ（製造元：日立コンシューマエレクトロニクス）
  - 日立 Wooo シリーズ
- ハイビジョンテレビ（製造元：日立コンシューマ・マーケティング リビングサプライ社 ←日立リビングサプライ）
  - 日立 Wooo シリーズ
- 録画機能付きデジタルチューナー
  - IV-R1000 -- 日立製作所製。iV ポケットを2つ装備する。生産終了品
  - IVR-S100 -- 三洋電機製。録画モードはTSのみ。生産終了品
  - IVR-S100M -- 三洋電機製。録画モードはTSのみ。生産終了品
  - VDR-R1000 -- マクセル製。録画モードはTSのみ。生産終了品
  - VDR-R1000.PLUS -- マクセル製、iVDR-Sが1個付属している。生産終了品
  - VDR-R2000 -- マクセル製、VDR-R1000の後継品。250GB HDD (iVDR-S Built-in) を内蔵。2番組同時録画に対応[19]。3D 映像の記録/再生が可能。対応録画モードはTS/TSE/TSX4/TSX8。DLNA (DTCP-IP) に対応し録画済み映像の配信および再生が可能。生産終了品
  - VDR-R2000.G50 -- マクセル製、VDR-R2000の内蔵HDD容量アップグレード品。500GB HDD (iVDR-S Built-in) を内蔵する他は VDR-R2000 と同等。生産終了品
  - VDR-R3000 -- マクセル製、VDR-R2000/R2000.G50の後継品。1TB HDD (iVDR-S Built-in) を内蔵。高さ寸法を従来比[20]-15mmの51mmとし設置性が向上。外部入力（コンポジット）端子を備え、VHSビデオデッキや8ミリビデオカメラ、MiniDVビデオカメラ等のアナログSD映像録画に対応。内蔵 HDD/iVDR-S にダビングし他のiVDR応用機器で再生可能。
- iVDR-S対応レコーディングハードディスク
  - HVL-AVR -- アイ・オー・データ機器製、通称「RECBOX」。1TB HDD を内蔵。ネットワークムーブイン（LAN ダビング・ムーブ）機能に対応[21]。生産終了品、後継は下記HVL-AVS
  - HVL-AVS -- アイ・オー・データ機器製、「RECBOX」の第2弾製品。DLPA NAS Level3 認証[22]取得（ネットワーク経由ムーブアウトが可能な機器として）。内蔵HDD容量が 2TB になり、従来機 (HVL-AVR) では出来なかった iVDR-S へのダイレクトムーブ/コピーが可能[23]。
- iVDR再生専用機（iVプレーヤー）
  - IV-P100 -- アイ・オー・データ機器製。iVDR Mini も利用可能。Windows搭載コンピューターに、予め iVDR を装填した本機を USB 接続すると、コンピューターからは外付けストレージとして認識され、ファイルの読み書きができる[24]。生産終了品
  - VDR-P100  -- マクセル製。機能・仕様は上記 IV-P100 と同等。生産終了品
  - VDR-P200[25] -- マクセル製。2012年1月発売、生産終了品
  - IV-P1 -- アイ・オー・データ機器製。2012年7月発売、生産終了品
  - VDR-P200H -- マクセル製。上記 VDR-P200 の後継機であるが、こちらはWoooでTSX24モードにて録画されたタイトルが再生可能となっている。発売中
  - VDR-P300 -- マクセル製。当機種より、同社製のiVプレーヤーには“iV Play”の愛称が与えられる。DLNAクライアント機能も備える。発売中
- iVDR用USBアダプター
  - USB2-iVDR -- 生産終了品
  - RHDM-US/EX -- 生産終了品[26][27]
  - iP1000シリーズ -- HGST ジャパン製、販売中（2014/07/26現在）カートリッジが1本接続できる「iP1000Z1」、カートリッジ4連装に対応する「iP1000X4」の2機種。
  - RHDM-US/EXP -- アイ・オー・データ機器製、販売中（2014/07/26現在）
  - RHDM-US/TE -- 生産終了品、流通在庫のみで販売終了。後継品は下記RHDM-UT/TE
  - RHDM-UT/TE -- アイ・オー・データ機器製、販売中（2014/07/26現在）USB3.0に対応。PEGASYS TMPGEnc MPEG Smart Renderer 4のライセンスが添付される。
  - RHDM-HD1TH -- アイ・オー・データ機器製、販売中（2014/07/26現在）日立ハイビジョンテレビ Wooo S08/V09/K09/K1/G2シリーズ向けの録画キット[28]
  - M-VDRS-ADP -- マクセル製、販売中（2014/07/26現在）USB3.0に対応[29]。

## その他
HDD製造最大手の米ウェスタン・デジタル社、同大手の米シーゲイト・テクノロジー社の日本法人（日本シーゲイト）は、かつてiVDRコンソーシアムのGeneral Memberであったが、2014年8月20日現在、当コンソーシアムの会員会社に両社は含まれていない。両社のコンソーシアム脱退に関する件は公式発表されておらず、詳細については不透明である。
シャープは2012年、独自規格のカートリッジHDD「SHDD」を同社のBDレコーダーの録画容量拡張用途に採用することを明らかにした。しかしiVDRとは異なり、一般的なUSB-HDDを繋いで容量を拡張する際のいわゆる「機器バインド」と同様、SHDD内のコピーガードつきコンテンツは、それを実際に録画したシャープ製SHDDスロット搭載BDレコーダーでしか再生できない事から、iVDRコンソーシアムは「なぜiVDRではなく独自規格なのか」とSHDDに不快感を示している（というのも、シャープは2014年8月20日現在もiVDRコンソーシアムのExecutive Memberであり、iVDRコンソーシアム側はiVDRを搭載すると思っていたためである）。